# Gigantometrus titanicus
Espèce
Synonymes
- Heterometrus swammerdami titanicus Couzijn, 1981

Gigantometrus titanicus est une espèce de scorpions de la famille des Scorpionidae.

## Distribution
Cette espèce est endémique du Sri Lanka.

## Description
La femelle holotype mesure 168 mm et le mâle paratype 150 mm.

## Systématique et taxinomie
Cette espèce a été décrite sous le protonyme Heterometrus swammerdami titanicus par Couzijn en 1981. Elle est élevée au rang d'espèce par Lourenço et Huber en 2002. Elle est placée en synonymie avec Heterometrus swammerdami par Kovařík en 2004. Elle est relevée de synonymie et placée dans le genre Gigantometrus par Prendini et Loria en 2020.

## Publication originale
- Couzijn, 1981 : « Revision of the genus Heterometrus Hemprich & Ehrenberg (Scorpionidae, Arachnidea). » Zoologische Verhandelingen (Leiden), vol. 184, p. 1-196 (texte intégral).